# Barbara Terpoorten
Barbara Terpoorten (auch Barbara Terpoorten-Maurer oder Barbara Maurer, * 5. Juni 1974 in Visp als Barbara Maurer) ist eine Schweizer Schauspielerin und Hörspielsprecherin.

## Leben
Barbara Terpoorten wuchs auf in Brig im Schweizer Kanton Wallis. Ihre Ausbildung zur Schauspielerin erhielt sie von 1996 bis 2000 in Zürich an der Theaterhochschule, Schauspielakademie Zürich. Danach hatte sie verschiedene Engagements in der Schweiz und in Deutschland, unter anderem am Schauspielhaus Zürich, am Maxim-Gorki-Theater in Berlin sowie am Deutschen Schauspielhaus Hamburg. 
Von 2000 bis 2009 war sie Mitglied der Künstlergruppe «400asa». Mit Rolf Hermann und  Daniel Imboden gründete sie 2010 die Theatergruppe «Sempione-Productions».
Einem breiten Publikum wurde Barbara Terpoorten 2013 bekannt durch die Schweizer Fernsehserie Der Bestatter, wo sie die Aargauer Kommissarin Anna-Maria Giovanoli verkörpert. 
Seit 2001 ist Barbara Terpoorten verheiratet mit dem deutschen Schauspieler Siegfried Terpoorten (* 1971), den sie in Zürich kennengelernt hatte. Zeitweise lebten die beiden in Berlin, heute leben sie mit ihren beiden Kindern in Zürich. Die beiden treten auf der Bühne und im Film auch gemeinsam auf. So spielt ihr Mann zum Beispiel den Psychiater namens Krafft in der Serie Der Bestatter, oder sie treten im finnischen Film Tappava Talvi als deutsches Ehepaar Klaus und Adrienne Mueller auf.

## Filmografie

### Filme
- 2005: Snow White
- 2006: Lenz
- 2006: Handyman
- 2006: Hybrid
- 2009: Champions
- 2010: Zu zweit
- 2011: Nebelgrind
- 2012: Tappava Talvi
- 2023: Der Bestatter – Der Film
- 2024: Jakobs Ross

### Fernsehen
- 2000: Studers erster Fall
- 2000: Ade (Kurzfilm)
- 2001: Colours
- 2001: Im Namen der Gerechtigkeit
- 2004: Anjas Engel
- 2004: Stille Nacht (Kurzfilm)
- 2006: Tatort – Borowski in der Unterwelt
- 2013–2019: Der Bestatter, TV-Krimi-Serie
- 2023: Tatort – Blinder Fleck

## Theater
- 2003: Zombies, Herbst der Untoten
- 2004: Salome, die Fashionshow
- 2005: Tod eines Handlungsreisenden
- 2008: Stadtdschungel
- 2008: Und Dunkel und Hell
- 2008: Einsame Menschen
- 2009: Zirkus Mikkelikski
- 2009: Lavinia die Schreckliche
- 2010: Dreigroschenoper
- 2010: Biodiversität
- 2010 - 11: Crazy Horn
- 2010 - 12: Traumfrau Mutter
- 2011: Brecht Liederabend
- 2013: Die Odyssee für Kinder

## Hörspiel
- seit 1998 Philip Maloney.[3]

## Auszeichnungen
- 2000: Ensemblepreis für 400asa, Theater Spektakel Züri
- 2003: Nano d'oro, Regiepreis für "Salome... die Fashionshow"
- 2004: Förderpreis des Kanton Wallis
- 2014: Schweizer Fernsehfilmpreis der Solothurner Filmtage für die beste weibliche Hauptrolle in der Serie Der Bestatter